# Старший комендор-сержант

Нашивка старшего командор-сержанта

Старший комендор-сержант или Мастер комендор-сержант (англ. Master Gunnery Sergeant, MGySgts) — одно из высших воинских званий сержантского состава Корпуса морской пехоты США. В Корпусе морской пехоты это звание относится к девятой ступени военной иерархии (E-9), вместе с воинскими званиями сержант-майор и Сержант-майор корпуса морской пехоты США.

## История
Воинское звание старший комендор-сержант появилось в системе военной иерархии Корпуса морской пехоты одновременно со званием комендор-сержанта во времена испано-американской войны 1898 года. После военной реформы 1958-1959 годах положение старшего комендор-сержанта в системе званий КМП несколько изменилось.
Вместе с сержант-майорами и первыми сержантами, военнослужащие в звании старшего комендор-сержанта занимают ключевые должности в военной структуре морской пехоты. Однако, в отличие от сержант-майоров, в основном занимающих административные должности, старшие комендор-сержанты отвечают за воинскую дисциплину и входят в состав «S-3».
Старший командор-сержант в соответствии со Штатно-должностной специальностью (англ. Military Occupational Specialty (MOS) входит в состав секции оперативного планирования и является самым главным сержантом в штабе батальона морской пехоты для всего сержантского и солдатского личного состава подразделения. Он также может входить в состав отдела оперативного планирования в вышестоящем штабном элементе. В штате подразделений артиллерии, танковых соединений, соединений связи и логистики старшие комендор-сержанты обычно служат либо начальником оперативного отдела, соответствующего типу его военно-учётной специальности,  либо начальником секции, структурно подчиняющейся штабу уровня полка или выше.